# Antonia Dal Verme
Antonia Dal Verme (... – Borgonovo Val Tidone, 19 settembre 1487) è stata una nobile italiana, contessa consorte di Borgonovo.

## Biografia
Antonia Dal Verme era la figlia del condottiero Luigi Dal Verme e di Valpurga Scotti.
Si sposò nel 1451 con Sforza Secondo Sforza, figlio naturale del duca di Milano Francesco Sforza, che nell'occasione lo investì della contea di Borgonovo. Grazie a tale matrimonio la famiglia Sforza si assicurò l'appoggio militare della potente casata dei Dal Verme. Quando il marito venne incarcerato dagli Aragonesi per aver prestato soccorso al nemico Giovanni d'Angiò-Valois, fu liberato grazie all'intervento di Antonia.
Morì a Borgonovo nel 1487 e fu ivi sepolta.

## Discendenza
I due coniugi ebbero un'unica figlia, Giovanna, morta nel 1453.